# Cumrun Vafa
Cumrun Vafa (in persiano کامران وفا; Teheran, 1º agosto 1960) è un fisico iraniano naturalizzato statunitense.

## Biografia
Dopo aver studiato al liceo Alborz di Teheran, nel 1977 si trasferì negli Stati Uniti. Ottenne un B.A. al MIT con altissimi voti nelle materie scientifiche, e un Ph.D. in fisica e matematica all'Università di Princeton nel 1985, sotto la supervisione di Edward Witten. Subito dopo fu ammesso come Junior Fellow all'Università di Harvard e nel 1989 fu nominato professore di fisica teorica nella stessa università.
Attualmente tiene la cattedra di "Donner Professor of Science" a Harvard. Vive ormai stabilmente negli Stati Uniti, ma mantiene la doppia nazionalità, iraniana e statunitense.

## Contributi
Cumrun Vafa è noto come uno dei maggiori esperti di teoria delle stringhe. Le sue ricerche riguardano in particolare la gravità quantistica e le relazioni tra la geometria e la teoria quantistica dei campi.
Insieme a Andrew Strominger ha dimostrato che l'entropia di Bekenstein-Hawking dei buchi neri può essere calcolata tramite gli stati solitonici della teoria delle superstringhe. Nel 1997 ha sviluppato la teoria F.
I suoi studi puntano a cercare di capire il significato profondo della dualità S nella teoria delle stringhe e ad applicare la teoria delle superstringhe per risolvere alcune questioni irrisolte della fisica delle particelle, come il problema della gerarchia e quello della costante cosmologica. Ha dato inoltre contributi fondamentali alle teorie topologiche delle stringhe e all'interpretazione della simmetria a specchio.
Nel 2008, insieme a Joseph Polchinski e Juan Maldacena, ha ricevuto il premio Dirac, assegnato dal Centro internazionale di fisica teorica Abdus Salam.